# Kerem Bulut
Kerem Bulut (Sydney, 2 marzo 1992) è un ex calciatore australiano, di ruolo attaccante.

## Palmarès

### Club

#### Competizioni nazionali
- Pohár ČMFS: 1

Mlada Boleslav:2010-2011

### Individuale
- Capocannoniere del Campionato asiatico Under-19: 1

Cina 2010